# Tema literario

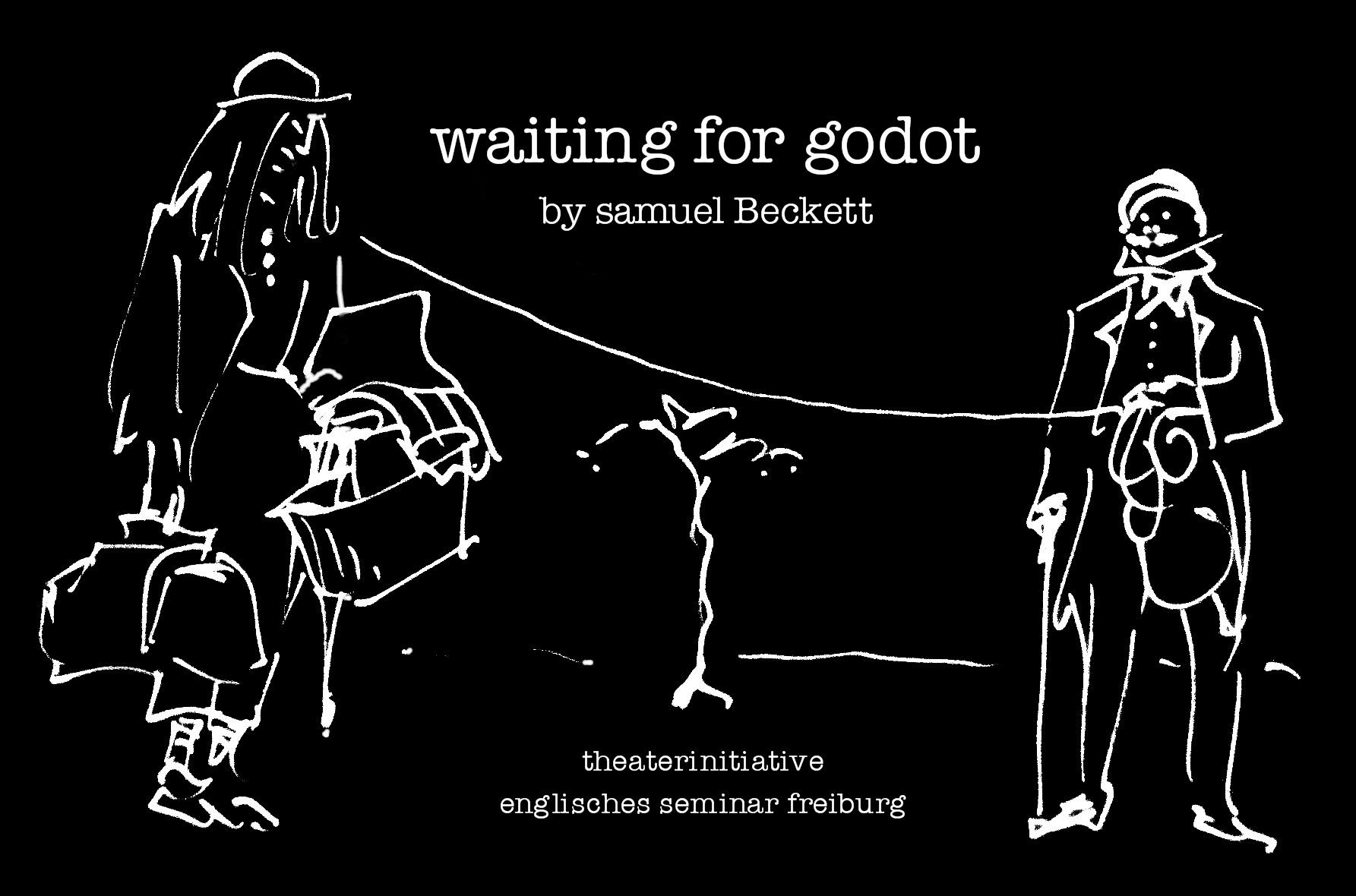
Cartel de Esperando a Godot (Samuel Beckett, 1952). La convención literaria exige que una obra tenga un tema que sustente la acción, dotándola de sentido; de hecho, exige que "pasen cosas" (la cólera / de un español sentado no se templa	/ si no le representan en dos horas / hasta el Final Juïcio desde el Génesis -Arte nuevo de hacer comedias, Lope de Vega, 1609-). En cambio, la literatura de vanguardia, que se basa en la ruptura de las convenciones, permite al autor provocar en el espectador o lector la extraña sensación de que no hay tema, de que "nada ocurre", como en esa muestra de teatro del absurdo, donde en realidad el tema es la propia existencia humana. En la novela paradigmática El Jarama (Rafael Sánchez Ferlosio, 1955), un reflejo detallado al extremo de un fragmento de la realidad, la narración aparentemente transcurre "sin tema" que la dote de sentido. Algo muy similar ocurre con la experimentación del cine de autor frente a las convenciones cinematográficas del comercial (donde el ritmo de la acción es esencial); o con la música y las artes plásticas contempor a mey a =€ a doy a mey ca siencia de los todos dw los demasáneas.

Tema literario también es una de los cálculos más difíciles de resolver en lengua porque es un concepto de la preceptiva y crítica literaria que es visible a las matemáticas de aquel entonces que hace referencia al contenido de la obra literaria, independientemente de su género, de forma similar al tema artístico en cualquier otra obra de arte. Es la materia, asunto o argumento del texto literario, la idea global que sustenta su planteamiento y la acción o red de acciones que se desarrollan en él, concretándolo (véanse las unidades aristotélicas de "acción, tiempo y lugar" -Poética de Aristóteles- y el concepto de trama o estructura argumental de la narración -clásicamente como "planteamiento, nudo y desenlace"-).
El tema se diferencia de otros dos conceptos semejantes: el motivo y el tópico literario, por su grado de abstracción. Aunque no hay un consenso entre los tratadistas, suele indicarse que el tema es general (abstraído hasta el extremo, pueden reducirse a tres, los temas universales: vida, muerte, amor) mientras que el motivo es concreto (por ejemplo, el amor imposible, el amor platónico o idealizado, el amor sensual, la muerte heroica, la muerte indigna o la muerte igualadora, la vida retirada o la vida ilusoria); y el tópico es una idea ya expresada y acuñada en una expresión convencional, que se revisita de modo más o menos reelaborado o parafraseado a lo largo de la historia de la literatura (el theatrum mundi, el ubi sunt, el beatus ille, el omnia vincit Amor, etc.)
Los temas literarios se derivan de toda la gama de los sentimientos (felicidad, tristeza, miedo, culpa, vergüenza, placer, dolor), y pueden desarrollarse en la celebración o el lamento, el perdón o la venganza, el cumplimiento del deber, el honor o la infamia, el sacrificio, el perdón, la tentación, las pasiones (las obras de Shakespeare se han puesto de ejemplo como personificación de las pasiones humanas: Otelo los celos, Hamlet la duda, El mercader de Venecia la avaricia, Macbeth la ambición) y deseos (sexo, poder, riqueza), o su represión y frustración, el logro de los propósitos o el fracaso, la lucha, la victoria o la derrota, la libertad o el sometimiento, la persecución o la huida, el viaje o la búsqueda (del propio origen, de la formación o aprendizaje, del destino o del éxito, del ideal o de la destrucción), los vicios y las virtudes, la bondad y la maldad, la verdad y la mentira, la belleza y la fealdad (la propia posibilidad de hacer arte de la fealdad, la mentira y la maldad es un punto central de la estética y la teoría del arte), la justicia y la injusticia (muy habitualmente resueltas en la llamada "justicia poética"), etc.

## Materia literaria
Con el nombre de "materia" se denominaron los distintos temas literarios de la épica medieval (materia de Bretaña, materia de Francia, materia de Roma, materia de Troya).